# Карим, Фатых
Фатих Валеевич (Ахметвалеевич) Карим (тат. Фатих Кәрим; 27 декабря 1908  [9 января 1909], Аитово, Уфимская губерния — 19 февраля 1945, Арнсберг, Восточная Пруссия) — татарский советский поэт.

## Биография
Родился 27 декабря 1908 года (9 января 1909) в деревне Аитово (ныне Бижбулякского района Республики Башкортостан).
Здесь же получил начальное образование, в 1922 году поступил в Белебеевский педагогический техникум. Затем учился в Казанском землеустроительном техникуме, сотрудничал с республиканскими газетами и журналами, работал в редакции детско-юношеской литературы Татиздата. В Казани Карим жил с 1931 по 1941 годы в доме 21 по ул. Чернышевского (ныне ул. Кремлёвская). В 1938-41 годах находился в заключении по обвинению в «буржуазном национализме».
Участник Великой Отечественной войны. 17 января 1945 года младший лейтенант Фатих Валеевич Каримов был назначен командиром взвода сапёров 226-го отдельного сапёрного батальона 144-й стрелковой дивизии 65-го стрелкового корпуса 5-й армии 3-го Белорусского фронта.
Погиб 19 февраля 1945 года, выполняя боевое задание, на подступах к Кёнигсбергу — в посёлке Победа (ныне — Калининградской области).
Похоронен в братской могиле в Багратионовске Калининградской области.

## Творчество
Печатался с 1928 года. Первый сборник стихов «Начальная песня» был опубликован в 1931 году. Наиболее значительными произведениями Карима являются «Седьмая печь» (1932), «Шумная заря» (1933), в которых отразился процесс индустриализации страны и коллективизации сельского хозяйства.
Фатих Карим — автор ряда произведений, созданных на фронте: сборники «Любовь и ненависть», 1943; «Мелодия и сила», 1944; повесть «Записки разведчика», 1944.

### Избранные сочинения
Книги на татарском языке
- Карим Ф. Начальная песня. — Казань: Татгосиздат, 1931. — 80 с.
- Карим Ф. Пятьдесят юношей. — Казань: Татгосиздат, 1934. — 24 с.
- Карим Ф. Шумный рассвет. — Казань: Татгосиздат, 1936. — 20 с.
- Карим Ф. Маленькие герои. — Казань: Татгосиздат, 1947. — 48 с.
- Карим Ф. Глубокое озеро. — Казань: Татгосиздат, 1947. — 16 с.
- Карим Ф. Записки разведчика. — Казань: Татгосиздат, 1949. — 52 с.
- Карим Ф. Произведения. В 3 томах / сост.: З. Мазитов; ред.: Ф. Г. Гайнанова. — Казань: Татар. кн. издат., 1954. — 1 т. — 291 с.; — 2 т. — 166 с.; — 3 т. — 258 с.
- Карим Ф. Медведь-гармонист и обезьяна-певунья. — Казань: Татар. кн. изд-во, 1960. — 16 с.
- Карим Ф. Записки разведчика. — Казань: Татарстанское книжное издательство, 1968. — 58 с.
- Карим Ф. Медведь-гармонист и обезьяна-певунья. — Казань: Татарстанское книжное издательство, 1972. — 16 с.
- Карим Ф. Письмо пионерке Гульчечек. — Казань: Татарстанское книжное издательство, 1975. — 32 с.
- Карим Ф. Клятва. — Казань: Татар. кн. издат., 1978. — 128 с.
- Карим Ф. Произведения. В 3 томах, том 1. Стихотворения. — Казань: Татарское книжное издательство, 1979. — 318 с.
- Карим Ф. Произведения. В 3 томах, том 2. Поэмы, баллады и драма. — Казань: Татарское книжное издательство, 1980. — 328 с.
- Карим Ф. Произведения. В 3 томах, том 3. Повести, рассказы, очерки, статьи и письма. — Казань: Татарское кн. изд-во, 1981. — 328 с.
- Карим Ф. Дикий гусь. — Казань: Татар. кн. издат., 2004. — 143 с.
- Карим Ф. Медведь-гармонист и обезьяна-певунья: Стихотворная сказка. — Казань: Татар. кн. издат., 2006. — 16 с.
- Карим Ф. Последняя тетрадь (Факсимильное издание). — Казань: Идель-пресс, 2009. — 88 с.
- Карим Ф. Избранные произведения. — Казань: Татар. кн. изд-во, 2015.

Книги на русском языке
- Карим Ф. Избранные стихи и поэмы / Пер. с татар. под ред. С. Липкина. — Казань: Таткнигоиздат, 1957. — 220 с.
- Карим Ф. Письмо пионерке Гульчечек / Пер. с татар. С. Липкина, Р. Морана, Т. Стрешневой. — Казань: Таткнигоиздат, 1957. — 24 с.
- Карим Ф. Медведь-гармонист и обезьяна-певунья / Пер. с татар. С. Малышева. — Казань: Татарское кн. изд-во, 1988. — 16 с.
- Карим Ф. Избранные произведения. — Казань: Татар. кн. изд-во, 2015.

## Награды
- орден Красной звезды
- орден Отечественной войны 1-й степени
- медали.

## Память
- Администрациями Белебеевского (1998) и Бижбулякского (1999) районов Республики Башкортостан учреждена премия имени Фатиха Карима.
- В честь поэта в Багратионовске воздвигнут памятник-обелиск, а одна из улиц города названа в его честь.
- Одна из улиц Казани названа в честь поэта.
- Учитывая просьбы общественности и колхозников колхоза «Дема», в год 30-летия начала Великой Отечественной войны в селе Аитово открыт музей поэту-патриоту Фатиху Кариму, а перед музеем установлен бюст поэта.
- Одна из улиц села, а также Аитовская средняя школа (школа имени Ф. Карима) носят имя Фатиха Карима[4].
- 12 февраля 2015 года в Казани прошла Республиканская научно-практическая конференция школьников имени Фатиха Карима, учреждённая Министерством образования и науки Республики Татарстан и Союзом писателей РТ (автор идеи и организатор — исследователь жизни и творчества поэта, автор книг и статей о нём, лауреат Литературной премии им. Фатиха Карима Рамиль Сарчин). В конференции приняли участие около 400 учащихся школ Татарстана. В последующие годы это мероприятие при поддержке Союза писателей Республики Башкортостан, Союза писателей Республики Татарстан, Калининградского регионального отделения Общероссийской общественной организации «Союз писателей России» (Балтийской писательской организации) переросло в Межрегиональный детский конкурс им. Фатиха Карима[5].
- 20 февраля 2015 года в клубе Габдуллы Тукая Союза писателей Республики Татарстан прошла презентация книги Рамиля Сарчина «Жизнь и судьба Фатиха Карима» и вечер памяти, приуроченный к 70-летию гибели поэта в Великой Отечественной войне[6].
- 4 июля 2016 года в Казанском (Приволжском) федеральном университете Сарчиным Рамилем Шавкетовичем защищена докторская диссертация «Поэзия Фатиха Карима в историко-литературном контексте 1930-х — 1945 годов»[7].